# Fonctionnaire
Fonctionnaire bezeichnet im französischen Verwaltungsrecht eine Person, die dauerhaft in die Verwaltung eingegliedert ist (C.E. vom 4. Juni 1954) und durch Verwaltungsakt ernannt wird.

## Abgrenzung
Im öffentlichen Dienst unterscheidet man zwischen der fonction publique de l'État (FPE), der fonction publique territoriale (FPT) bei Regionen, départements, Kommunen und der Interkommunalen Verwaltung, sowie der fonction publique hospitalière (FPH) im Gesundheitswesen.
Die fonctionnaires sind Teil des öffentlichen Dienstes: Ein Teil dessen ist nur privatrechtlich angestellt. Der andere Teil gehört zu den Beamten im weiteren Sinne, den agents publics.  Gesetzliche Grundlage für die fonctionnaires ist das Statut général de la fonction publique.
Agents publics sind an der Durchführung eines service public beteiligt und unterliegen dem öffentlichen Recht; Streitigkeiten sind vor den Verwaltungsgerichte auszutragen. Wiederum nur ein Teil von diesen ist fonctionnaire. Dabei handelt es sich lediglich um eine statusrechtliche Bezeichnung. Eine haftungsrechtliche Definition wie im deutschen Beamtenrecht wird im französischen Recht durch die Figur des faute de service ersetzt. 